# Download to Donate
Download to Donate est une organisation fondée par Linkin Park en 2005 pour aider les victimes des catastrophes naturelles.
Trois compilations ont été créées, deux pour le tremblement de terre d'Haïti en 2010, et un pour le tsunami de Tōhoku au Japon.
L'argent gagné grâce au téléchargement des compilations a pour but d'aider les victimes. Les gens peuvent aussi faire de simples dons s'ils le veulent.

## Download to Donate for Haiti
Cette compilation regroupe plusieurs artistes dont Linkin Park et son single Not Alone.
Grâce à cette compilation, 270 000 $ ont pu être ramassés avec 115 000 téléchargements.

### Liste des pistes
| #  | Titre                                    | Artiste(s)                                       | Durée |
| -- | ---------------------------------------- | ------------------------------------------------ | ----- |
| 1  | Not Alone                                | Linkin Park                                      | 4:12  |
| 2  | Mother Maria                             | Slash et. Beth Hart                              | 5:35  |
| 3  | Never Let Me Down                        | Kenna (Produced by Mike Shinoda)                 | 3:13  |
| 4  | "Heroes"                                 | Peter Gabriel                                    | 4:02  |
| 5  | "Still (Acoustic, Vancouver Sessions)"   | Alanis Morissette                                | 5:33  |
| 6  | "Resurrection"                           | Lupe Fiasco et. Kenna (Produit par Mike Shinoda) | 4:07  |
| 7  | "We Are One"                             | Hoobastank                                       | 4:47  |
| 8  | "The Wind Blows (Skrillex Remix)"        | The All-American Rejects                         | 4:57  |
| 9  | "It Must Be Love"                        | Enrique Iglesias                                 | 3:45  |
| 10 | "Typical Situation (Live)"               | Dave Matthews Band                               | 12:58 |
| 11 | "Make Tomorrow Today"                    | Peter Gabriel                                    | 4:02  |
| 12 | "Slipstream (Slimmed Down Mix)"          | The Crystal Method et. Jason Lytle               | 5:30  |
| 13 | "Gold Guns Girls (Mike Shinoda Remix)"   | Metric                                           | 5:12  |
| 14 | "Times Like These (Live from Red Rocks)" | Jack Johnson                                     | 2:37  |
| 15 | "Butterfly"                              | Weezer et. Allison Allport                       | 2:52  |
| 16 | "Gargoyle (Live)"                        | Dinosaur Jr.                                     | 6:11  |
| 17 | "Look Away"                              | Mickey Hart                                      | 5:58  |
| 18 | "Jonah"                                  | Guster                                           | 3:23  |

## Download to Donate for Haiti 2.0
Le 11 janvier 2011 sort une nouvelle compilation pour le tremblement de terre d'Haiti.

### Liste des pistes
| #  | Titre                                                                    | Artiste(s)                                         | Durée |
| -- | ------------------------------------------------------------------------ | -------------------------------------------------- | ----- |
| 1  | "Still (Acoustic)"                                                       | Alanis Morissette                                  | 5:33  |
| 2  | "The Ballad of Allo Guru"                                                | Allo Guru                                          | 4:47  |
| 3  | "The Ladder"                                                             | Andrew Belle                                       | 4:02  |
| 4  | "Destroying to Save"                                                     | Arbouretum                                         | 5:08  |
| 5  | "Trails"                                                                 | Asobi Seksu                                        | 4:00  |
| 6  | "Shoulder Full of You"                                                   | Blitzen Trapper                                    | 2:17  |
| 7  | "Hammer"                                                                 | Blue King Brown feat. Voodoo Dred and Lady Nadee   | 3:41  |
| 8  | "Plath Heart"                                                            | Braids                                             | 4:26  |
| 9  | "Cellophane"                                                             | Caribou                                            | 3:06  |
| 10 | "Gebre"                                                                  | Caribou                                            | 4:07  |
| 11 | "Sea Rea"                                                                | Caribou                                            | 3:45  |
| 12 | "Selfish Boy"                                                            | Caribou                                            | 5:16  |
| 13 | "The Dauphin"                                                            | Caribou                                            | 4:36  |
| 14 | "Yusef"                                                                  | Caribou                                            | 1:58  |
| 15 | "100 Other Lovers"                                                       | DeVotchKa                                          | 3:25  |
| 16 | "Gargoyle (Live)"                                                        | Dinosaur Jr.                                       | 6:11  |
| 17 | "It Must Be Love"                                                        | Enrique Iglesias                                   | 3:44  |
| 18 | "The Rush"                                                               | Everest                                            | 4:02  |
| 19 | "Firecracker"                                                            | Frazey Ford                                        | 3:47  |
| 20 | "National Anthem (Quickie Mart Remix)"                                   | Freddie Gibbs                                      | 4:04  |
| 21 | "Yours Forever"                                                          | Generationals                                      | 3:07  |
| 22 | "Jonah"                                                                  | Guster                                             | 3:23  |
| 23 | "A Quiet Place"                                                          | Home Video                                         | 3:51  |
| 24 | "Anyone's Guess"                                                         | Hyena                                              | 3:24  |
| 25 | "Times Like These (Live from Red Rocks)"                                 | Jack Johnson                                       | 2:37  |
| 26 | "Feast of the Heart (KCRW.com Presents)"                                 | Jesca Hoop                                         | 3:26  |
| 27 | "Never Let Me Down"                                                      | Kenna (Produced by Mike Shinoda)                   | 3:13  |
| 28 | "Desperate Girls and Stupid Boys (Live from the KIIS Community Council)" | Kimberly Caldwell                                  | 3:26  |
| 29 | "Catholic Boys"                                                          | Kitten                                             | 3:39  |
| 30 | "New Thing (Live)"                                                       | Lake Trout                                         | 4:43  |
| 31 | "Riddle (Live)"                                                          | Lake Trout                                         | 4:37  |
| 32 | "Say Something (Live)"                                                   | Lake Trout                                         | 7:09  |
| 33 | "Stutter (Live)"                                                         | Lake Trout                                         | 4:52  |
| 34 | "Wave of Mutilation (Live)"                                              | Lake Trout                                         | 3:19  |
| 35 | "Take My Hand (Live from the John Lennon Educational Tour Bus)"          | Langhorne Slim                                     | 3:20  |
| 36 | "Single Girls"                                                           | Laura Jansen                                       | 3:36  |
| 37 | "Come Now"                                                               | Liars                                              | 5:02  |
| 38 | "Not Alone"                                                              | Linkin Park                                        | 4:12  |
| 39 | "The Catalyst (Keaton Hashimoto Remix)"                                  | Linkin Park feat. Keaton Hashimoto                 | 2:52  |
| 40 | "Resurrection"                                                           | Lupe Fiasco feat. Kenna (Produced by Mike Shinoda) | 4:07  |
| 41 | "Faster"                                                                 | Matt Nathanson                                     | 3:25  |
| 42 | "Gold Guns Girls (Mike Shinoda Remix)"                                   | Metric                                             | 5:12  |
| 43 | "Look Away"                                                              | Mickey Hart                                        | 5:59  |
| 44 | "Louisiana Land"                                                         | OK Go                                              | 3:36  |
| 45 | "Chocolate"                                                              | One Eskimo                                         | 4:04  |
| 46 | "Iryna"                                                                  | Paul Cary                                          | 3:43  |
| 47 | "Too Too Fast (Say Hi Remix)"                                            | Ra Ra Riot                                         | 2:42  |
| 48 | "We Fell (Dosh Remix)"                                                   | S. Carey                                           | 4:33  |
| 49 | "Give Me Something"                                                      | Scars On 45                                        | 3:22  |
| 50 | "Mother Maria"                                                           | Slash feat. Beth Hart                              | 5:27  |
| 51 | "Red Eyes"                                                               | Switchfoot                                         | 4:50  |
| 52 | "The Wind Blows (Skrillex Remix)"                                        | The All-American Rejects                           | 4:57  |
| 53 | "Slipstream (Slimmed Down Mix)"                                          | The Crystal Method feat. Jason Lytle               | 5:30  |
| 54 | "A Dream Within A Dream (Nalepa Remix)"                                  | The Glitch Mob                                     | 5:40  |
| 55 | "A Dream Within A Dream (Skeet Skeet Remix)"                             | The Glitch Mob                                     | 4:14  |
| 56 | "Animus Vox (EPROM Remix)"                                               | The Glitch Mob                                     | 4:17  |
| 57 | "Bad Wings (Deru Remix)"                                                 | The Glitch Mob                                     | 4:21  |
| 58 | "Bad Wings (Kastle Remix)"                                               | The Glitch Mob                                     | 4:38  |
| 59 | "Bad Wings (Them Jeans Remix)"                                           | The Glitch Mob                                     | 4:48  |
| 60 | "Between Two Dreams (Machinedrum Convergence)"                           | The Glitch Mob                                     | 5:58  |
| 61 | "Between Two Points (Comma Remix)"                                       | The Glitch Mob                                     | 5:54  |
| 62 | "Between Two Points (Jogger Remix)"                                      | The Glitch Mob                                     | 4:06  |
| 63 | "Between Two Points (King Britt Remix)"                                  | The Glitch Mob                                     | 6:25  |
| 64 | "Between Two Points (SPL Remix)"                                         | The Glitch Mob                                     | 6:39  |
| 65 | "Between Two Points (St. Andrew Remix)"                                  | The Glitch Mob                                     | 6:41  |
| 66 | "Drive It Like You Stole It (Mindelixir Remix)"                          | The Glitch Mob                                     | 6:00  |
| 67 | "Drive It Like You Stole It (Mirko Kosmos Remix)"                        | The Glitch Mob                                     | 4:07  |
| 68 | "Drive It Like You Stole It (Pawn Remix)"                                | The Glitch Mob                                     | 4:19  |
| 69 | "Fistful Of Silence (ESKMO Remix)"                                       | The Glitch Mob                                     | 5:08  |
| 70 | "Fortune Days (DJ Vadim Remix)"                                          | The Glitch Mob                                     | 3:58  |
| 71 | "Fortune Days (Virtual Boy Remix)"                                       | The Glitch Mob                                     | 4:55  |
| 72 | "How To Be Eaten By A Woman (Adam.01 Remix)"                             | The Glitch Mob                                     | 5:58  |
| 73 | "How To Be Eaten By A Woman (Camo UFOs Remix)"                           | The Glitch Mob                                     | 5:00  |
| 74 | "How To Be Eaten By A Woman (Mr Projectile Remix)"                       | The Glitch Mob                                     | 3:46  |
| 75 | "How To Be Eaten By A Woman (Salva Remix)"                               | The Glitch Mob                                     | 6:29  |
| 76 | "How To Be Eaten By A Woman (St Andrew Remix)"                           | The Glitch Mob                                     | 6:41  |
| 77 | "Starve The Ego, Feed The Soul (R/D Remix)"                              | The Glitch Mob                                     | 6:16  |
| 78 | "We Swarm (Beats Antique Remix)"                                         | The Glitch Mob                                     | 5:55  |
| 79 | "We Swarm (Chris De Luca Remix)"                                         | The Glitch Mob                                     | 7:41  |
| 80 | "We're All One"                                                          | The Grouch                                         | 2:53  |
| 81 | "Wood and Wire (Sonic Session)"                                          | Thrice                                             | 2:53  |
| 82 | "Unity (Live)"                                                           | Trevor                                             | 7:03  |
| 83 | "Color of Sin"                                                           | Vanaprasta                                         | 4:22  |
| 84 | "Leaving on the 5th"                                                     | Voxhaul Broadcast                                  | 3:40  |
| 85 | "O.N.E. (demo version)"                                                  | Yeasayer                                           | 5:55  |
| 86 | "Always"                                                                 | Zion I                                             | 2:34  |

## Download to Donate: Tsunami Relief
Le 22 mars, c'est une nouvelle compilation pour le tsunami du Japon, cette fois, qui est disponible. Les artistes y sont nombreux et variés, comme Pendulum ou bien Placebo.
Issho Ni est une musique instrumentale par Linkin Park.

### Liste des pistes
| #  | Titre                             | Artiste(s)                 | Durée |
| -- | --------------------------------- | -------------------------- | ----- |
| 1  | "21 And Up"                       | The Red Jumpsuit Apparatus | 3:05  |
| 2  | "Hallucinations"                  | Angels & Airwaves          | 4:40  |
| 3  | "Best Places to Be a Mom"         | Taking Back Sunday         | 3:32  |
| 4  | "Bright Lights (Live)"            | Placebo                    | 3:30  |
| 5  | "Dr. Jekkyl & Mr. Fame"           | Black Cards                | 3:20  |
| 6  | "Home"                            | B'z                        | 4:14  |
| 7  | "Take It Easy (Live)"             | Surfer Blood               | 4:25  |
| 8  | "Running Away (acoustique)"       | Hoobastank                 | 3:38  |
| 9  | "Shed Some Light (Acoustic Live)" | Shinedown                  | 4:42  |
| 10 | "Song For A Soldier"              | Sara Bareilles             | 3:38  |
| 11 | "How He Loves (Live)"             | Flyleaf                    | 4:06  |
| 12 | "Right Here (Live)"               | Staind                     | 4:27  |
| 13 | "Sleazy"                          | Ben Folds                  | 3:19  |
| 14 | "Relief Next to Me (Live)"        | Tegan and Sara             | 3:49  |
| 15 | "Starlight (Live)"                | Slash feat. Myles Kennedy  | 6:03  |
| 16 | "Colorblind (Live)"               | Counting Crows             | 3:49  |
| 17 | "Man on the Moon (Live)"          | R.E.M.                     | 6:04  |
| 18 | "GMB"                             | Talib Kweli                | 5:06  |
| 19 | "Rhythm of Love (Live)"           | Plain White T's            | 3:25  |
| 20 | "Self Control"                    | Elliott Yamin              | 2:22  |
| 21 | "Witchcraft (Live)"               | Pendulum                   | 4:20  |
| 22 | "Saturday Night Again"            | Patrick Stump              | 3:45  |
| 23 | "Addicted (Remix)"                | Enrique Iglesias           | 8:31  |
| 24 | "Issho Ni"                        | Linkin Park                | 3:51  |
| 25 | "Running with a Gun"              | Slightly Stoopid           | 2:59  |
| 26 | "The Hell Song" (Live)            | Sum 41                     | 3:41  |